# نيزر تاوياه
نيزر أنساه تاوياه (بالإنجليزية: Nezer Ansah Tawiah)‏ (ولد في 10 مارس 1995 في أكرا، غانا) لاعب كرة قدم غاني يجيد اللعب في مركز قلب الدفاع. يلعب حاليا لصالح التضامن البحريني منذ 2023.